# Guy Mazzoni
Guy Mazzoni (29 d'agost de 1929 - 25 d'octubre de 2002) fou un metge i jugador d'escacs francès.
Mazzoni quedà campió del campionat d'escacs de París el 1958 i en fou segon el 1954 després d'un matx de desempat perdut contra Stephan Popel. Fou segon al campionat de França el 1954.
Va guanyar dos cops el Campionat de França d'escacs (els anys 1961 i 1965) i hi acabà tres cops més primer ex æquo (el 1963 el títol fou per Thiellement; el 1964, per Louis Roos, i el 1969, per Planté al desempat).
Durant la dècada del 1960, Mazzoni participà en tres torneigs internacionals importants: els torneigs zonals d'Enschede de 1963 i La Haia de 1966 (que foren guanyats per Svetozar Gligorić) i el torneig de Monte-Carlo 1967 (guanyat per Bobby Fischer); en tots ells hi acabà en les darreres places.
Mazzoni va representar França en dues Olimpíades d'escacs, al segon tauler el 1964, on puntuà 10/16, i al primer tauler el 1966.